# Эмилиано-Сапата (муниципалитет Чьяпаса)
Эмилиано-Сапата (исп. Emiliano Zapata) — муниципалитет в Мексике, штат Чьяпас, с административным центром в посёлке Вейнте-де-Новьембре. Численность населения, по данным переписи 2020 года, составила 10 783 человека.

## Общие сведения
Название Emiliano Zapata дано в честь мексиканского революционера Эмилиано Сапаты.
Площадь муниципалитета равна 218,2 км², что составляет 0,3 % от площади штата, а наиболее высоко расположенное поселение Эль-Порвенир-Уно, находится на высоте 723 метра.
Он граничит с другими муниципалитетами Чьяпаса: на северо-востоке с Акалой, на юго-востоке с Венустиано-Каррансой, и на юго-западе с Чьяпа-де-Корсо.

## Учреждение и состав
14 ноября 2011 года конгресс штата утвердил создание муниципалитета, отделив часть территории от муниципалитета Акала, по данным 2020 года в его состав входит 93 населённых пункта, самые крупные из которых:
| 123                        | Всего                                                                                               | 10783 |
| 0001                       | Вейнте-де-Новьембре (исп. 20 de Noviembre) 16°32′21″ с. ш. 92°53′48″ з. д. (административный центр) | 5240  |
| 0085                       | Нуэво-Висенте-Герреро (исп. Nuevo Vicente Guerrero (El Chichonal)) 16°29′07″ с. ш. 92°52′16″ з. д.  | 1954  |
| 0077                       | Луис-Эчеверрия-Альварес (исп. Luis Echeverría Álvarez) 16°25′11″ с. ш. 92°47′40″ з. д.              | 740   |
| 0036                       | Хавьер-Лопес-Морено (исп. Javier López Moreno (Las Palomas)) 16°27′51″ с. ш. 92°50′11″ з. д.        | 402   |
| 0010                       | Крус-Чикита (исп. Cruz Chiquita) 16°35′09″ с. ш. 92°56′45″ з. д.                                    | 281   |
| 0083                       | Нуэво-Побладо-Консепсьон (исп. Nuevo Poblado Concepción) 16°28′55″ с. ш. 92°52′56″ з. д.            | 261   |
| —                          | Прочие                                                                                              | 1905  |
| Названия на карте Генштаба | |       |

## Инфраструктура
По статистическим данным 2020 года, инфраструктура развита следующим образом:
- электрификация: 98,7 %;
- водоснабжение: 49,7 %;
- водоотведение: 96,2 %.